# Paz Vega

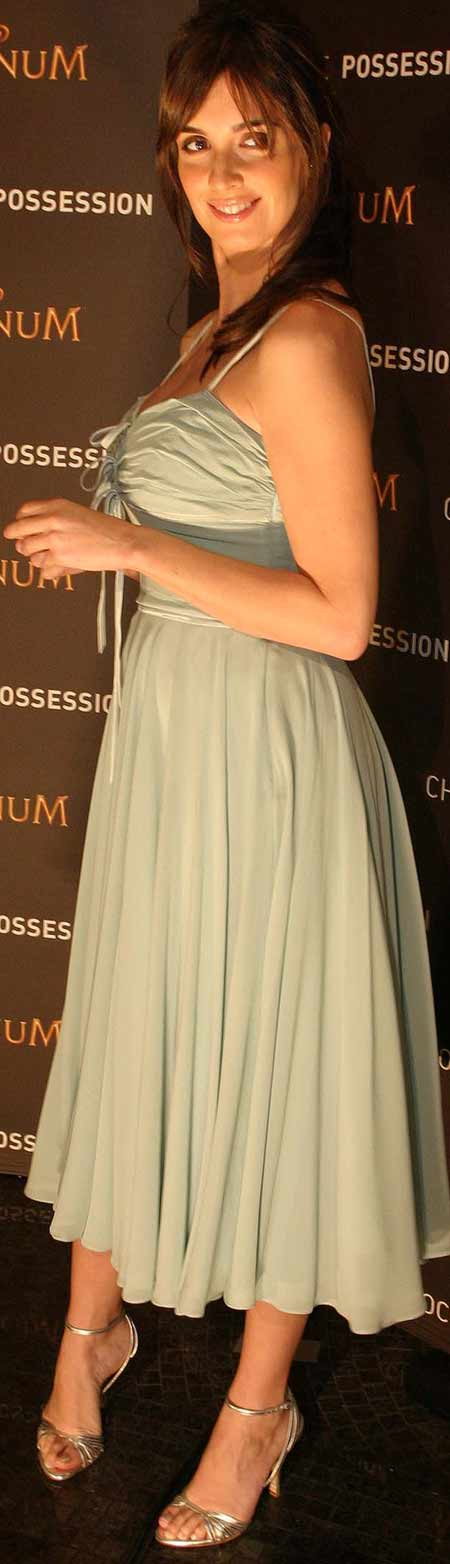
Paz Vega

Paz Vega (* 2. Januar 1976 in Sevilla, Andalusien, als María Paz Campos Trigo) ist eine spanische Filmschauspielerin.

## Leben und Karriere
Vega wählte ihren Künstlernamen nach dem Nachnamen ihrer Großmutter. Sie begann ein Studium der Kommunikationswissenschaft, brach dieses jedoch ab und zog nach Madrid, um sich dem Schauspiel widmen zu können.
Ihre ersten Auftritte hatte sie in Fernsehserien wie Compañeros und Siete Vidas. Die erste bedeutende Rolle im Film war die der Lucía in Lucia und der Sex (2001) unter der Regie von Julio Medem. Im selben Jahr spielte sie an der Seite von Sergi López die Hauptrolle in Sólo mía. Für beide Rollen wurde sie 2002 für den spanischen Filmpreis Goya nominiert, den sie schließlich für ihre Leistung in Médems Werk in der Kategorie Beste Nachwuchsschauspielerin gewann.
- 2002 hatte Vega eine kurze Nebenrolle in Pedro Almodóvars Hable con ella und spielte die Hauptrolle in Emilio Martínez Lázaros Bedside Stories, dem erfolgreichsten spanischen Film des Jahres.
- 2003 war Vega die Protagonistin in der Verfilmung von Prosper Mérimées Roman Carmen unter der Regie von Vicente Aranda.
- 2004 spielte Vega erstmals in Hollywood, an der Seite von Adam Sandler, im Film Spanglish von Regisseur James L. Brooks.

Nach zahlreichen Filmauftritten wurde sie im Jahr 2017 in die Academy of Motion Picture Arts and Sciences (AMPAS) aufgenommen, die jährlich die Oscars vergibt.

### Persönliches
Im Jahr 2002 heiratete Vega den venezolanischen Geschäftsmann Orson Salazar. Das Paar hat zwei Söhne (* 2007 und 2010) und eine Tochter (* 2009).

## Filmografie (Auswahl)
- 1998: Perdón, perdón (Kurzfilm)
- 1999: Sobreviviré
- 1999: Bruderschaft des Todes (Nadie conoce a nadie)
- 1999: Zapping
- 2000: El chico en la puerta (Kurzfilm)
- 2001: Lucia und der Sex (Lucía y el sexo)
- 2001: Sólo mía
- 2002: Sprich mit ihr (Hable con ella)
- 2002: Bedside Stories (El otro lado de la cama)
- 2002: Novo
- 2003: Carmen
- 2004: Spanglish
- 2004: Sag’ einfach ja! (Di Que Sí)
- 2006: Fade to black
- 2006: Die Borgias (Los Borgia)
- 2006: 10 Items or Less – Du bist wen du triffst (10 Items or Less)
- 2007: Das Haus der Lerchen (La Masseria delle allodole)
- 2007: Teresa, el cuerpo de Cristo
- 2008: The Spirit
- 2008: The Human Contract
- 2009: The Six Wives of Henry Lefay
- 2009: Not Forgotten – Du sollst nicht vergessen
- 2009: Triage
- 2010: Don Mendo Rock ¿La venganza?
- 2010: Burning Palms
- 2010: Engel des Bösen – Die Geschichte eines Staatsfeindes (Vallanzasca – Gli angeli del male)
- 2011: Cat Run
- 2012: Ihr Name war Maria (Maria di Nazaret) (zweiteilige Miniserie)
- 2013: Demon Inside (Espectro)
- 2013: Fliegende Liebende (Los amantes pasajeros)
- 2014: Tod in Sevilla (La ignorancia de la sangre)
- 2014: Grace of Monaco
- 2014: Kill the Messenger
- 2015: Beautiful & Twisted (Fernsehfilm)
- 2015: Traummann im zweiten Anlauf (All Roads Lead to Rome)
- 2016–2019: The OA (Fernsehserie)
- 2017: La Hermandad (Fernsehserie)
- 2017: Pfad der Rache (Acts of Vengeance)
- 2017: Perdóname, Señor (Fernsehserie)
- 2018: Vom Lokführer, der die Liebe suchte...
- 2018: Fugitiva (Fernsehserie)
- 2018: El Continental (Fernsehserie)
- 2019: ¡Ay, mi madre!
- 2019: Rambo: Last Blood
- 2019: Cuna De Lobos (Fernsehserie)
- 2020: Chasing Wonders
- 2021: ¡A todo tren! Destino Asturias
- 2021: American Night
- 2021: Mord in der Lagune (El lodo)
- 2021: 13 Minutes
- 2021: La casa del caracol
- 2022: There Are No Saints
- 2022: A todo tren 2. Sí, les ha pasado otra vez
- 2023: Kaleidoskop (Kaleidoscope) (Fernsehserie, 8 Folgen)
- 2023: Double Soul
- 2024: Aire, Just Breathe
- 2024: No puedo vivir sin ti
- 2024: Rita
- 2024: 1992 (Fernsehserie, 3 Folgen)

## Auszeichnungen
- 2001 wurde Vega für ihre Rolle in Lucia und der Sex mit dem Filmpreis der Premios Ondas in der Kategorie Beste Darstellerin ausgezeichnet.
- 2002 erhielt Vega zahlreiche Auszeichnungen. Auf den Internationalen Filmfestspielen von Cannes erhielt sie eine Trophée Chopard. Vom spanischen Círculo de Escritores Cinematográficos wurde sie für ihre Rolle in Sólo mía für den CEC Award in der Kategorie Beste Darstellerin nominiert. Sie wurde zur Preisträgerin des Sant Jordi der Premios Sant Jordi für die beste spanische Darstellerin (Mejor Actriz Española) für Lucía und der Sex und Sólo mía gekürt, die spanische Akademie der Künste und der cineastischen Wissenschaften nominierte sie für Lucía und der Sex für den Goya in der Kategorie Beste Hauptdarstellerin und zeichnete sie für denselben Film mit dem Goya in der Kategorie Beste Nachwuchsdarstellerin (Mejor Actriz Revelación) aus.
- 2004 folgten weitere internationale Auszeichnungen. Sie wurde für den Publikumspreis der Europäischen Filmakademie in der Kategorie Beste Darstellerin für die Hauptrolle in der Carmenverfilmung von Vicente Aranda nominiert und von der Phoenix Film Critics Society für ihre Rolle in Spanglish mit einem PFCS Award ausgezeichnet.
- 2016 erhielt sie auf dem 19. Internationalen Filmfestival Málaga für ihre erfolgreiche Karriere die Auszeichnung „Premio Málaga Sur“.